# Červený Hrádek (okres Jindřichův Hradec)
Obec Červený Hrádek (německy Rothenburg) se nachází 9 km severovýchodně od Dačic v okrese Jindřichův Hradec v Jihočeském kraji. Žije zde 192 obyvatel.
Sousedními obcemi sídla jsou Hříšice, Dolní Vilímeč, Knínice, Nová Říše, Krasonice a Strachoňovice.

## Historie
Nejstarší zmínka o Červeném Hrádku pochází z roku 1211. V této době vlastnil Hrádek šlechtický rod Markvarta z Hrádku, někdy nazývaného z Říše, Starče a Holoubku (odtud ve znaku obce holubí křídla). Markvart z Hrádku se svou manželkou Vojslavou založil v nedaleké Nové Říši klášter. V roce 1310 Smilo z Hradku (Castello) potvrdil klášteru v Gerasu patronátní právo ke kostelu v Rancířově u Vratěnína a přislíbil klášteru ochranu těchto práv. Zmíněn je také jeho syn Heinrich.
Dále na Hrádku pobývali páni z Bílkova (1318), Matyáš z Hrádku (1349), Smil z Hrádku (1356). Poté také markrabě Jan, který Hrádek propůjčoval jako zeměpanské léno, dalším majitelem byl markrabě Jošt (1410) a ten prodal Hrádek Petrovi z Kamenice, řečenému Šturm (odtud se po krátký čas jmenoval Šturmův Hrádek). V 16. století patřil Hrádek rodu Zahrádeckých sídlících na Hobzí, ten ho pak prodal majitelce Budíškovic, paní Alžbětě Višňovské. Od této doby sdílí stejný osud s Budíškovicemi.
V průběhu třicetileté války byla tvrz pobořena a zanikla. I když panské sídlo zaniklo, vesnice žila a rozvíjela se dál.

### Novější dějiny
Obec Červený Hrádek byla jednou z prvních, která po příkladu Zahlinic na Hané uskutečnila po roce 1858 scelení pozemků. Ještě před první světovou válkou odešlo z obce pracovat mnoho zedníků a tesařů a jiných řemeslníků do Vídně, po válce se ale vrátili a pracovali doma.
První světová válka skončila 28. října 1918, zpráva o konci války se do obce dostala až o den později. Ještě tentýž podzim zastihla většina hrádeckých obyvatel epidemie španělské chřipky. Zemřelo devět lidí a ostatní nesli následky nemoci po celý život.
Na jaře 1917 se v obci začal stavět vodovod, jeho stavba byla dokončena o rok později. V letech 1922–1926 dle zákona o pozemkové reformě byly pozemky z vlastnictví dvora převedeny do vlastnictví zdejším domkařům. Kromě pozemků dvůr vlastnil i palírnu (později sloužila jako chudobinec), i ta byla předána do vlastnictví obce. Dne 5. prosince 1935 probíhala veřejná schůze o elektrifikaci obce.
Také druhá světová válka si vyžádala své oběti. V roce 1938 byla vyhlášena všeobecná mobilizace a z obce bylo odvedeno několik mužů k armádě. Do vsi přijeli českoslovenští vojáci, byly tvořeny pracovní čety a kopány zákopy na obranu před Němci. První německá vojska sem vpadla 15. dubna 1939. Rudá armáda do obce přišla 9. května 1945 a v červnu 1945 byli odsunuti Němci.
V roce 1955 byly v celé obci opraveny cesty, v části zvané Hladov vyštěrkovány a na návsi byla provedena parková úprava. V roce 1956 bylo v obci založeno JZD. O rok později vybudováno koupaliště. Od 1. června 1960 patří obec po zrušení okresu Dačice k okresu Jindřichův Hradec. V roce 1968 bylo vybudováno veřejné osvětlení obce. V roce 1976 byl v Červeném Hrádku založen Český svaz žen. V roce 1977 došlo při povodni k protržení hráze Mlýnského rybníka, po opravě v roce 1979 bylo pod hrází rybníka postaveno dětské koupaliště. Ve stejném roce byla místním JZD postavena bytovka. V roce 1978 byla dokončena kanalizace v obci.
V roce 1980 došlo v rámci racionalizace národního hospodářství ke sloučení MNV Červený Hrádek a Hříšice. V obci byly vyasfaltovány cesty a vyvrtány hloubkové studně. V roce 1984 bylazapočata výstavba čistírna pitné vody v Loučkách. Roku 1987 vznikla významná společenská organizace v obci – myslivecké sdružení Vápovka. Při Zemědělském družstvu Hříšice vznikl oddíl ledního hokeje.
Roku 1990 se obec oddělila obce od střediskové obce Hříšice. V roce 1991 bylo na Řečici vybudováno koupaliště. V roce 1993 byl místními sportovci založen fotbalový klub a odsouhlasena výstavba nového fotbalového hřiště na Řečici (roku 1997 bylo slavnostně otevřeno a v roce 1999 dostavěny a zkolaudovány šatny). V roce 1996 došlo k telefonizaci obce. V roce 2000 bylo založeno Sportovní družstvo hasičů, které krátce po založení dosáhlo několika menších úspěchů.
V letech 2000–2002 byla obec plynofikována. Cena díla přesáhla 4,5 milionu Kč. V roce 2001 se uskutečnil první sraz rodáků. V roce 2002 byla na kapličce zhotovena nová fasáda. V roce 2003 se opravovaly cesty na Hladově a byl odbahněn rybník Mlýnský. V roce 2006 se pokračovalo v opravách cest, tentokrát na Podolí a byl v obci vybudován bezdrátový internet. V dalších letech byla opravena hasičská zbrojnice a kompletně byla zrekonstruována bývalá škola č.p 27. Pokračovalo se dalšími akcemi, jako je rekonstrukce osvětlení, bezdrátového rozhlasu, oprava obecních cest a oprava čekárny a výstavba víceúčelového hřiště. Dále byl zbudován hlubinný vrt na vodu pod Rasovým polem, který by měl být soběstačný pro zásobování obce pitnou vodou. V následujících letech obec usilovala o získání dotací na vybudování nového vodovodu. V roce 2010 došlo k nové parkové úpravě obce - v parku na návsi byly vysázeny lípy, v okolí obecního úřadu a směrem na Hladov byla vybudována odpočívadla. Na Hladově bylo postaveno dětské hřiště. Pořádají se zde různé sportovní a kulturní akce, funguje zde knihovna a veřejný internet. Obec se i nadále rozvíjí, snaží se vytvořit dobré podmínky pro všechny obyvatele.

## Zajímavosti
V roce 1917 zde italští vězni vybudovali jeden z prvních vodovodů.
Ves Červený Hrádek stejně jako sousední Nová Říše (dějiny těchto sousedů jsou velmi podobné) zažila v minulých dobách mnoho zlého válkami a požáry, proto přívlastek Červený.

## Pamětihodnosti
- Tvrz Červený Hrádek z 13. století, nyní zřícenina
- Kaple Panny Marie na návsi s ručně malovaným oltářem z mrákotínské žuly, je vyhlášena kulturní památkou.